# Армения на «Евровидении-2008»
Армения на Евровидении-2008 была представлена певицей Сирушо, которая исполнила песню «Qele Qele» (рус. Давай, Давай). Сирушо вышла в финал и заняла 4-е место — высшее достижение Армении на Евровидении.

## Отбор
Сирушо назначили представительницей Армении 14 ноября 2007 года на специальном телешоу Общественного телевидения Армении. 8 марта 2008 года должен был состояться гала-концерт в рамках национального отбора на сцене Армянского театра оперы и балета имени А.А.Спендиаряна, однако из-за массовых беспорядков в стране объявили чрезвычайное положение, и шоу пришлось отменить. Армянское телевидение решило снять финальное шоу, на котором зрители должны были выбрать песню для Сирушо.
Для написания песен пригласили армянских композиторов. На середину января пришли около 10 заявок, причём Сирушо решила сама написать тексты к некоторым пенсям. Четыре песни были выбраны жюри для финального отбора — Strong, Qele Qele, I Still Breathe и I Can’t Control It. По итогам телефонного и СМС-голосования победила песня Qele Qele.
| Номер выступления | Песня                 | Итоги             | Итоги |
| Номер выступления | Песня                 | Процентов голосов | Место |
| ----------------- | --------------------- | ----------------- | ----- |
| 1                 | "Strong"              | 2.4%              | 4     |
| 2                 | "I Can't Control It " | 6.0%              | 2     |
| 3                 | "I Still Breathe"     | 5.1%              | 3     |
| 4                 | "Qélé, Qélé"          | 86.5%             | 1     |

## Подготовка к выступлению
12 марта 2008 года Сирушо начала свой промо-тур с гастролей в Москве, встретившись с представителями России (Дима Билан), Белоруссии (Руслан Алехно) и Ани Лорак (Украина). Сирушо дала интервью телекомпании «Мир», приняла участие в фотосессии с Биланом для обложки журнала «Ереван», а также 6 апреля выступила на церемонии вручения премии «Ташир». 28 марта она отправилась в Грузию, где дала концерты со своим предшественником на Евровидении-2007 Айко, а затем продолжила гастроли по Западной Европе: Германия, Бельгия, Греция, Великобритания, Нидерланды, Испания и Франция. 29 апреля Сирушо выступила в парижском клубе «Le Garden», 30 апреля прибыла в Берлин, а тур завершила в Праге. Чуть позже Сирушо выступила с промо-концертами в Греции и России.
Наряд для концертного номера сшили модельеры Аревик Симонян (Армения) и Игорь Чапурин. В номере были задействованы три танцора из России и два бэк-вокалиста: Тигран Петросян и Рамзик Амян. Автором постановки стал Сергей Мадрик, хореограф балетной группы «Стрит-джаз». В состав делегации также вошли координатор Диана Мнацаканян, продюсер Общественного телевидения Армении Грач Кешишян, участники конкурсов 2006 и 2007 года Андре и Айко и продюсер самой певицы, основатель Comedy Club Production Артур Джанибекян.

## Мнения
Перед конкурсом некоторые деятели культуры Азербайджана уличали Сирушо в плагиате — якобы песня «Qele, qele» была основана на азербайджанской народной композиции «Сары гялин», а также песнях «Гарагиля» и «Дилбярим» Узеира Гаджибекова. Другие же утверждали, что речь идёт о песне «Shorora», которой в финальном списке армянского отбора не оказалось.
Сирушо расценивалась как один из фаворитов букмекеров и зрителей, поскольку в европейских странах армянская диаспора могла обеспечить сильную поддержку исполнительнице. Автор независимого интернет-проекта «Евровидение-Казахстан» Андрей Михеев отметил влияние творчества победительницы Евровидения-2005 Елены Папаризу и предположил, что Сирушо может бороться за высокие места:

- Mузыка: Песня, структурно очень напоминающая композицию Елены Папаризу на Евровидении 2005 и явно играющая на поле танцевальных песен с фолк-влияниями. 8/10
- Текст: В отличие от прошлых лет, текст, увы, не шедеврален. 7/10
- Вокал: На данный момент есть определенные сомнения. 8/10
- Итог: В любом случае Топ-10 гарантирован и будет бороться за самые высокие места, и даже за победу. 9/10

Председатель российского фан-клуба OGAE Антон Кулаков был настроен не так оптимистично, сделав прогноз на итоговое 7-е место Сирушо в конкурсе:

- Музыка: Вполне традиционное начало, а дальше пляски. Увы, ожидалось что то сильнее. 8/10
- Текст: Давай, давай... После двух глубокомысленных текстов этот, конечно, не впечатляет. 8/10
- Вокал: Ожидал большего. 7/10
- Итог:  Само собой, выйдет в финал и займет там... 7-е место. 7/10

20 мая 2008 года в первом полуфинале Сирушо выступала под 14-м номером и заняла 2-е место со 139 баллами, уверенно выйдя в финал. 24 мая в финале Сирушо выступала под номером 5. Перед финалом в поддержку Сирушо выступил Союз армян России, призвавший поддержать как Сирушо, так и Диму Билана. По итогам зрительского голосования Сирушо заняла 4-е место со 199 баллами, что стало лучшим выступлением Армении на Евровидении на тот момент. По мнению некоторых критиков, сценическое выступление Сирушо оказалось слишком сумбурным, что не позволило ей занять более высокое место.

## Голоса

### Голоса за Армению
| 12 баллов                                         | 10 баллов                      | 8 баллов             | 7 баллов             | 6 баллов                            |
| ------------------------------------------------- | ------------------------------ | -------------------- | -------------------- | ----------------------------------- |
| - Бельгия - Греция - Нидерланды - Польша - Россия | - Германия - Израиль - Испания | - Сан-Марино         |                      | - Босния и Герцеговина - Черногория |
| 5 баллов                                          | 4 балла                        | 3 балла              | 2 балла              | 1 балл                              |
| - Молдавия - Румыния - Словения                   | - Финляндия                    | - Андорра - Норвегия | - Эстония - Ирландия |                                     |

| 12 баллов                                                                    | 10 баллов                 | 8 баллов                          | 7 баллов                      | 6 баллов                                       |
| ---------------------------------------------------------------------------- | ------------------------- | --------------------------------- | ----------------------------- | ---------------------------------------------- |
| - Бельгия - Чехия - Франция - Грузия - Греция - Нидерланды - Польша - Россия | - Кипр - Испания - Турция | - Болгария - Израиль - Сан-Марино | - Белоруссия - Украина        | - Босния и Герцеговина - Германия              |
| 5 баллов                                                                     | 4 балла                   | 3 балла                           | 2 балла                       | 1 балл                                         |
| - Сербия - Словения                                                          | - Румыния                 |                                   | - Албания - Молдавия - Швеция | - Исландия - Республика Македония - Черногория |

### Голоса телезрителей Армении
| 12 баллов | Россия      |
| 10 баллов | Греция      |
| 8 баллов  | Норвегия    |
| 7 баллов  | Израиль     |
| 6 баллов  | Молдавия    |
| 5 баллов  | Румыния     |
| 4 балла   | Словения    |
| 3 балла   | Нидерланды  |
| 2 балла   | Азербайджан |
| 1 балл    | Польша      |

| 12 баллов | Россия   |
| 10 баллов | Грузия   |
| 8 баллов  | Греция   |
| 7 баллов  | Норвегия |
| 6 баллов  | Израиль  |
| 5 баллов  | Украина  |
| 4 балла   | Франция  |
| 3 балла   | Сербия   |
| 2 балла   | Хорватия |
| 1 балл    | Испания  |

## Телевещание
Общественное телевидение Армении, изначально согласившееся показать только первый полуфинал, показало весь конкурс целиком. Комментировали Феликс Хачатрян и Грачуи Утмазян: Утмазян была глашатаем Армении.